# Operation Red Sea
Operation Red Sea (紅海行動S, Hóng Hǎi Xíng DòngP) è un film del 2018 diretto da Dante Lam.
Il film è ispirato a eventi reali avvenuti durante la guerra civile dello Yemen.

## Trama
La squadra di assalto Jiaolong, una delle forze speciali della marina cinese, riceve come compito altamente pericoloso quello di far evacuare i residenti cinesi da una repubblica nordafricana in cui è in corso un colpo di stato. La squadra mette in atto strategicamente un duplice tentativo di salvataggio ma finisce vittima di un'imboscata con pesanti perdite. Nel frattempo, il terrorista che ha causato lo sconquasso politico riesce a rubare le prove incriminanti contro di lui e anche altro materiale utile per la produzione di pericolosissime armi nucleari. I componenti della Jiaolong dovranno allora adoperarsi in maniera forte e decisiva per evitare il peggio.

## Riconoscimenti
- 2018 - Beijing International Film Festival
  -  Migliori effetti visivi a Lee in-ho e Kang Tae-gyun
  -  Nomination per il miglior film a Dante Lam
- 2018 - Beijing Student Film Festival
  -  Miglior film a Dante Lam
  -  Candidatura per il miglior attore a Zhang Yi
- 2018 - Changchun Film Festival
  -  Miglior film a Dante Lam
  -  Miglior fotografia a Wong Wing-hang, Edmond Fung
  -  Miglior attrice non protagonista a Luxia Jiang
  -  Candidatura per il miglior attore a Zhang Yi
  -  Candidatura per la miglior attrice a Hai Qing
  -  Candidatura per il miglior attore non protagonista a Johnny Huang
  -  Candidatura per la miglior sceneggiatura a Dante Lam, Chen Zhu, Ji Feng, Eric Lin
- 2018 - Guangzhou Student Film Festival
  -  Candidatura per la miglior regia a Dante Lam
  -  Candidatura per la miglior attrice a Hai Qing
  -  Candidatura per la miglior attrice non protagonista a Luxia Jiang
  -  Candidatura per il miglior attore non protagonista a Jiang Du
  -  Candidatura per il miglior attore non protagonista a Fang Yin
- 2018 - Hainan International Film Festival
  -  Miglior attore non protagonista a Jiang Du
- 2018 - Huabiao Film Awards
  -  Miglior regia a Dante Lam
  -  Candidatura per la miglior sceneggiatura a Dante Lam, Chen Zhu, Ji Feng, Eric Lin
- 2018 - Hundred Flowers Awards
  -  Miglior regia a Dante Lam
  -  Miglior attore non protagonista a Wang Yutian
  -  Miglior attore non protagonista a Jiang Du
  -  Miglior attrice non protagonista a Luxia Jiang
  -  Miglior attore non protagonista a Jiang Du
  -  Candidatura per il miglior attore a Zhang Yi
  -  Candidatura per il miglior attore a Johnny Huang
  -  Candidatura per la miglior attrice non protagonista a Luxia Jiang
  -  Candidatura per la miglior attrice a Hai Qing
  -  Candidatura per il miglior attore non protagonista a Zhang Hanyu
  -  Candidatura per la miglior sceneggiatura a Dante Lam, Chen Zhu, Ji Feng, Eric Lin
- 2018 - Macao International Movie Festival
  -  Miglior fotografia a Wong Wing-hang, Edmond Fung
  -  Candidatura per la miglior attrice a Hai Qing
  -  Candidatura per la miglior regia a Dante Lam
  -  Candidatura per il miglior attore non protagonista a Zhang Hanyu
- 2018 - China Movie Heroes Awards
  -  Miglior montaggio sonoro a Sarunyu Nurnsai e Nopawat Likitwong
- 2019 - Hong Kong Film Awards
  -  Candidatura per le migliori coreografie action a Dante Lam
  -  Miglior montaggio sonoro a Sarunyu Nurnsai e Nopawat Likitwong
  -  Migliori effetti visivi a Lee In-ho e Kang Tae-gyun
  -  Candidatura per la miglior regia a Dante Lam
  -  Candidatura per la miglior attrice non protagonista a Luxia Jiang
  -  Candidatura per la miglior fotografia a Wong Wing-hang, Edmond Fung
  -  Candidatura per il miglior montaggio a Choi Chi-hung e Lam Chi-hang
- 2019 - Hong Kong Film Critics Society Awards
  -  Candidatura per la miglior regia a Dante Lam
- 2019 - Shanghai Film Critics Awards
  -  Candidatura per i miglior produttori a Dong Yu e Candy Leung
  -  Candidatura per il miglior attore a Johnny Huang
- 2019 - To Ten Chinese Films Festival
  -  Miglior attore non protagonista a Jiang Du
- 2019 - Huading Award
  -  Candidatura per la miglior regia a Dante Lam
  -  Candidatura per il miglior attore a Johnny Huang
- 2019 - Golden Rooster Awards
  -  Miglior regia a Dante Lam
  -  Candidatura per il miglior film a Dante Lam
  -  Miglior attrice non protagonista a Luxia Jiang
- 2019 - China Film Director's Guild Awards
  -  Candidatura per il miglior film a Dong Yu, Albert Yeung e Candy Leung